# Mistrzostwa Świata Pamięci
Mistrzostwa Świata Pamięci: zawody w zapamiętywaniu informacji podanych w określonym przedziale czasu. Mistrzostwa na poziomie ogólnoświatowym rozgrywane są od 1991 r. (z wyjątkiem 1992 r.) pod protektoratem World Memory Sports Council. W 2017 roku po sporze niektórych zawodników z WMSC wyodrębnieniła się nowa federacji sportu pamięci: International Association of Memory (IAM) która organizuje niezależne mistrzostwa świata. Pierwszymi organizatorami i sponsorami byli Tony Buzan and Ray Keene. Pierwszym zwycięzcą został Dominic O’Brien (Wielka Brytania), aktualnie (2018 r.) tytuł ten należy do Johannesa Mallowa (Niemcy)

## Dyscypliny
Sport Pamięci zaliczany jest do kategorii sportów umysłowych. Mistrzostwa rozgrywane są na trzech poziomach: krajowym, międzynarodowym oraz światowym.
Każde zawody składają się z 10 dyscyplin, są to:
- nazwiska i twarze 15 min. (5 min.)
- ciąg binarny 30 min. (5 min.)
- maraton liczbowy 60 min. (15 min.)
- obrazy abstrakcyjne 15 min. (15 min.)
- daty historyczne/przyszłe 5 min. (5 min.)
- szybkie cyfry 5 min. (5 min.)
- maraton karciany 60 min. (10 min.)
- przypadkowe słowa 15 min. (5 min.)
- cyfry mówione co 1 sekundę
- szybkie karty 1 talia kart (1 talia kart)

W zależności od szczebla mistrzostw (krajowe, międzynarodowe lub światowe), długość poszczególnych dyscyplin jest różna. Wytłuszczone powyżej wartości obowiązują podczas mistrzostw świata, a wartości podane w nawiasach obowiązują podczas mistrzostw krajowych.

## Zwycięzcy (1991-2016)
Od początku istnienia mistrzostw do momentu rozłamu organizacji tytuł mistrza świata zdobyli:
| #  | Rok  | Zawodnik         | Narodowość        | Miejsce turnieju | Federacja |
| -- | ---- | ---------------- | ----------------- | ---------------- | --------- |
| 1  | 1991 | Dominic O’Brien  | Wielka Brytania   | Londyn           | WMSC      |
| 2  | 1993 | Dominic O’Brien  | Wielka Brytania   | Londyn           | WMSC      |
| 3  | 1994 | Jonathan Hancock | Wielka Brytania   | Londyn           | WMSC      |
| 4  | 1995 | Dominic O’Brien  | Wielka Brytania   | Londyn           | WMSC      |
| 5  | 1996 | Dominic O’Brien  | Wielka Brytania   | Londyn           | WMSC      |
| 6  | 1997 | Dominic O’Brien  | Wielka Brytania   | Londyn           | WMSC      |
| 7  | 1998 | Andi Bell        | Wielka Brytania   | Londyn           | WMSC      |
| 8  | 1999 | Dominic O’Brien  | Wielka Brytania   | Londyn           | WMSC      |
| 9  | 2000 | Dominic O’Brien  | Wielka Brytania   | Londyn           | WMSC      |
| 10 | 2001 | Dominic O’Brien  | Wielka Brytania   | Londyn           | WMSC      |
| 11 | 2002 | Andi Bell        | Wielka Brytania   | Londyn           | WMSC      |
| 12 | 2003 | Andi Bell        | Wielka Brytania   | Kuala Lumpur     | WMSC      |
| 13 | 2004 | Ben Pridmore     | Wielka Brytania   | Manchester       | WMSC      |
| 14 | 2005 | Clemens Mayer    | Niemcy            | Oxford           | WMSC      |
| 15 | 2006 | Clemens Mayer    | Niemcy            | Londyn           | WMSC      |
| 16 | 2007 | Gunther Karsten  | Niemcy            | Bahrain          | WMSC      |
| 17 | 2008 | Ben Pridmore     | Wielka Brytania   | Bahrain          | WMSC      |
| 18 | 2009 | Ben Pridmore     | Wielka Brytania   | Londyn           | WMSC      |
| 19 | 2010 | Wang Feng        | Chiny             | Kanton           | WMSC      |
| 20 | 2011 | Wang Feng        | Wang Feng         | Kanton           | WMSC      |
| 21 | 2012 | Johannes Mallow  | Niemcy            | Londyn           | WMSC      |
| 22 | 2013 | Jonas von Essen  | Szwecja           | Londyn           | WMSC      |
| 23 | 2014 | Jonas von Essen  | Szwecja           | Hajnan           | WMSC      |
| 24 | 2015 | Alex Mullen      | Stany Zjednoczone | Chengdu          | WMSC      |
| 25 | 2016 | Alex Mullen      | Stany Zjednoczone | Singapur         | WMSC      |

## 2017-obecnie

### WMSC
| Lp | Rok  | Nazwisko             | Narodowość | Lokalizacja turnieju |
| -- | ---- | -------------------- | ---------- | -------------------- |
| 1  | 2017 | Munkhshur Narmandakh | Mongolia   | Shenzhen             |
| 2  | 2018 | Wei Qinru            | Chiny      | Hongkong             |

### IAM
| Lp | Rok  | Nazwisko        | Narodowość        | Lokalizacja turnieju |
| -- | ---- | --------------- | ----------------- | -------------------- |
| 26 | 2017 | Alex Mullen     | Stany Zjednoczone | Dżakarta             |
| 28 | 2018 | Johannes Mallow | Niemcy            | Wiedeń               |

## Polacy na Mistrzostwach Świata Pamięci
Polacy po raz pierwszy wzięli udział w Mistrzostwach Świata Pamięci w roku 2011. Byli to bracia Bartłomiej i Tobiasz Boralowie. Mistrzostwa odbyły się wówczas w Chinach (Kanton). Polacy zajęli wtedy 6. miejsce w międzynarodowej klasyfikacji drużynowej. Od tamtej pory Polskę reprezentowali:
- Bartłomiej Boral
- Tobiasz Boral (dwa medale klasyfikacji juniorów 2011)[8][9]
- Joanna Boral
- Jan Baranowicz
- Paweł Milczarek
- Jan Zoń